# Știrea de radio
Știrea de radio este un gen jurnalistic care prezintă realitatea actuală, pe care o pune într-o formă comunicabilă, transmisă apoi, prin intermediul unor tehnici moderne de difuzare în masă. Pentru a atrage interesul publicului țintă, știrea de radio trebuie să fie concisă, să aibă o informație concretă, să fie de actualitate, compatibilă cu proximitatea spațială și temporală, să conțină fapte interesante și să implice personalități.

## Definiții
Din numărul mare de definiții formulate de diverși jurnaliști sau profesori au fost selectate următoarele trei:
- „Știrea este o imagine a realității obținută repede în circumstanțe dificile” (Melvin DeFleur și Everett Dennis, Understanding Mass Communication, 1981).
- „Știrea este relatarea promptă, succintă a informației factuale despre evenimente, situații și idei (inclusiv opinii și interpretări) calculată să intereseze o audiență și să-i ajute pe oameni să facă față mediului înconjurător” (profesori de jurnalism de la Universitatea din Oregon, Ken Metzler 1986).
- „Știrea este orice expunere de întâmplări actuale, nepărtinitoare, corecte, afectând interesele, viața și bunăstarea persoanelor care ascultă acea prezentare” (Thomas Franklin, in „Broadcasting the News”, 1976).

## Principalele caracteristici ale știrii de radio
- Știrile sunt factuale, adică fiecare știre conține fapte.
- Știrile sunt/conțin noutăți.
- Știrile sunt interesante pentru un număr semnificant de persoane.
- Știrile trebuie să conțină evenimente cu amploare mare.
- Știrea trebuie să conțină aspecte neobișnuite, „Un câine mușcă un om” nu este o știre, in timp ce „Un om a mușcat un câine” este o știre.
- Știrile sunt pline de excepții, de recorduri.
- Știrile conțin conflicte - între indivizi, grupuri sau națiuni.

## Clasificarea știrilor de radio
După importanța socială:
- Hard news - evenimente cu mare impact social
- Soft news - fapte de interes uman

Dupa evoluția temporală:
- Spot news - evenimente neplanificate, neașteptate și care trebuie procesate foarte repede.
- Developing news - evenimente care trebuie urmărite în evoluția lor, pentru a avea confirmarea unor fapte.
- Continuing news - o serie de evenimente planificate, care vor fi trasate pentru un interval de timp mai îndelungat.

## Acuratețea informațiilor transmise
- Fiecare informație trebuie verificată înainte de a fi utilizata în vederea redactării unei știri.
- Informația trebuie să fie atribuită unei surse. Reporterul va încerca atât prin observație directă, cât și prin consultarea unor surse, să prezinte informații corecte și exacte.
- Informația trebuie să fie echilibrată. (în prezentarea unei situații conflictuale se vor prezenta versiunile tuturor celor inculpați).
- Știrea nu va conține nici un fel de comentariu personal. Redactorul va asigura o prezentare obiectivă.

## Categorii de evenimente mediatizate în presă
Evenimente de rutină:
- Planificate, iar planificatorii sunt și promotorii săi ca material pentru presă.
- O gamă largă de evenimente, create pentru uzul presei (de lideri politici, de vedete sau organizații), cu scopul atragerii atenției.
- Prezentarea unor inițiative, vizite, deschideri de noi instituții, festivaluri, campanii electorale, congrese etc.

Scandaluri:
- Evenimentul este promovat de cineva diferit de actorii săi.
- Adesea acest „altcineva” poate fi presa sau un actor public sau social care face apel la presă.
- Scandaluri politice (cele mai frecvente)

Accidente:
- Întâmplarea este neplanificată și este promovată de alte persoane decât actorii săi.
- Accidente ecologice, catastrofe aviatice, inundații.

## Reguli standard
- Știrea de radio trebuie să înceapă cu cel mai important aspect.
- Știrea trebuie sa poată fi citită cu ușurință.
- Știrile de radio trebuie să fie ascultate și înțelese.
- Știrile urmează conveții standart in structurarea frazei.
- Știrile trebuie să raspundă la cele 5 întrebări esențiale : Cine? Ce? Unde? Când? Cum?
- Să conțină detalii despre unde și ce se întâmplă.
- Să conțină informații de context.

## Durata știrilor
- Durata optimă a unei știri de radio este de 40 de secunde (abilitatea de concentrare a publicului ascultător scade după interval).
- (în general) textul unei știri (redactate pentru radio) ar trebui să nu aibă mai mult de titlu, 3 fraze, în media de 5 propoziții.